# Metropolia Jaunde
Metropolia Jaunde − jedna z 5 metropolii obrządku łacińskiego w kameruńskim Kościele katolickim ustanowiona 14 września 1955.

## Diecezje wchodzące w skład metropolii
1. Archidiecezja Jaunde
2. Diecezja Bafia
3. Diecezja Ebolowa
4. Diecezja Kribi
5. Diecezja Mbalmayo
6. Diecezja Obala
7. Diecezja Sangmélima

## Biskupi metropolii
- Metropolita: Ks. Abp Jean Mbarga (od 2014) (Jaunde)
- Sufragan: wakat (od 2017) (Bafia)
- Sufragan: Ks. Bp Philippe Alain Mbarga (od 2016) (Ebolowa)
- Sufragan: Ks. Bp Damase Zinga Atangana (od 2015) (Kribi)
- Sufragan: Ks. Bp Joseph-Marie Ndi-Okalla (od 2017) (Mbalmayo)
- Sufragan: Ks. Bp Sosthène Bayemi Matjei (od 2009) (Obala)
- Sufragan: Ks. Bp Christophe Zoa (od 2008) (Sangmélima)